# Promethei Terra
Promethei Terra is een groot gebied op Mars rond de regio 57,7° zuiderbreedte, 100° oosterlengte. Op zijn breedst beslaat het 3300 km en het is gelegen ten oosten van het grote Hellas Bassin. Zoals veel van het zuidelijk halfrond is het hoogland bedekt met veel kraters. 
Promethei Terra dankt zijn naam aan een klassiek Albedodetail op Mars. De oorspronkelijk naam betekent land van Prometheus.